# Gioconda fără surîs
Gioconda fără surîs este un film românesc din 1968 regizat de Malvina Urșianu. Rolurile principale au fost interpretate de actorii Silvia Popovici, Ion Marinescu și Gheorghe Cozorici.

## Distribuție
Distribuția filmului este alcătuită din:
- Silvia Popovici — Irina Dinu, ingineră șef la combinatul chimic de la Breasta
- Ion Marinescu — Caius Bengescu, poet, reporter la o revistă bucureșteană
- Gheorghe Cozorici — Cosma, inginer specializat în construcții hidrotehnice (menționat Gh. Cozorici)
- Lucia Mureșan — Ioana Damian, medic la Clinica Universitară din Cluj, originară din Bengești
- Radu Nicolae — Alec, inginer chimist, colegul de serviciu al Irinei
- Maria Cumbari — Rita, tânăra prietenă a Irinei, proaspăt absolventă de liceu
- Florian Pittiș — tânărul care o invită la dans pe Irina
- Costel Rădulescu — profesorul pensionar
- Eugenia Eftimie — mama lui Cosma
- Rodica Popescu Bitănescu — secretara Irinei (menționată Rodica Popescu)
- Dorin Dron — fostul soț al Irinei
- Adrian Moraru
- Kitty Stroescu — reporterița TVR
- Peter Paulhoffer — reporterul revistei Roumanie Nouvelle
- Ion Niciu — directorul combinatului chimic de la Breasta
- Andrei Bursaci — motociclistul care vine la Căminul Cultural din Bengești
- Camelia Zorlescu — Veronica, soția lui Cosma
- Carmen Dumitrescu
- Gheorghe Șimonca — bărbat care dansează în barul de noapte (nemenționat)

## Primire

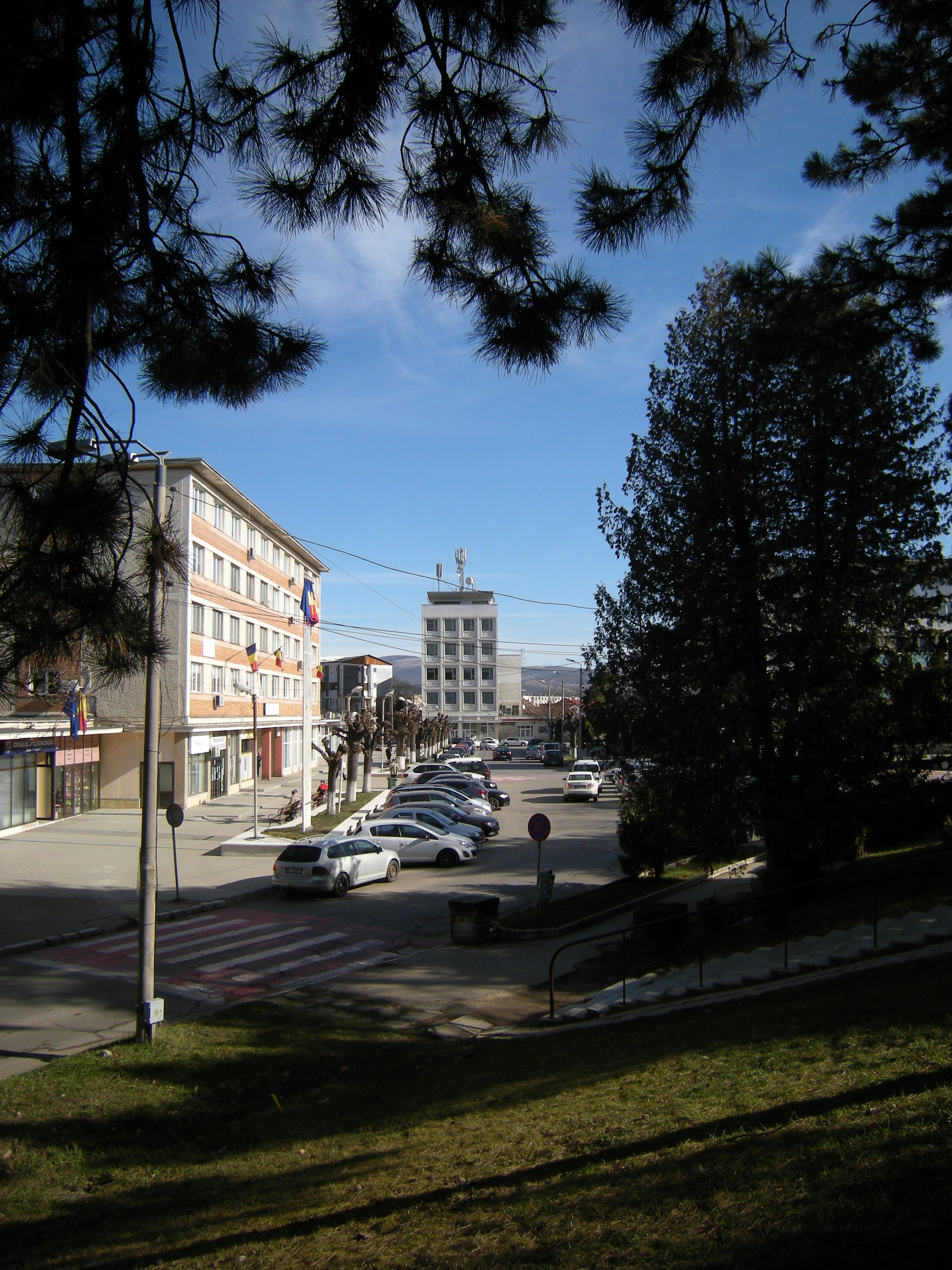
Strada Radu R. Rosetti (fosta Progresului) din Onești (atunci Gheorghe Gheorghiu-Dej), unde are loc o acțiune din film.

Filmul a fost vizionat de 543.127 de spectatori în cinematografele din România, după cum atestă o situație a numărului de spectatori înregistrat de filmele românești de la data premierei și până la data de 31 decembrie 2014 alcătuită de Centrul Național al Cinematografiei.